# Carl Lucas Norden

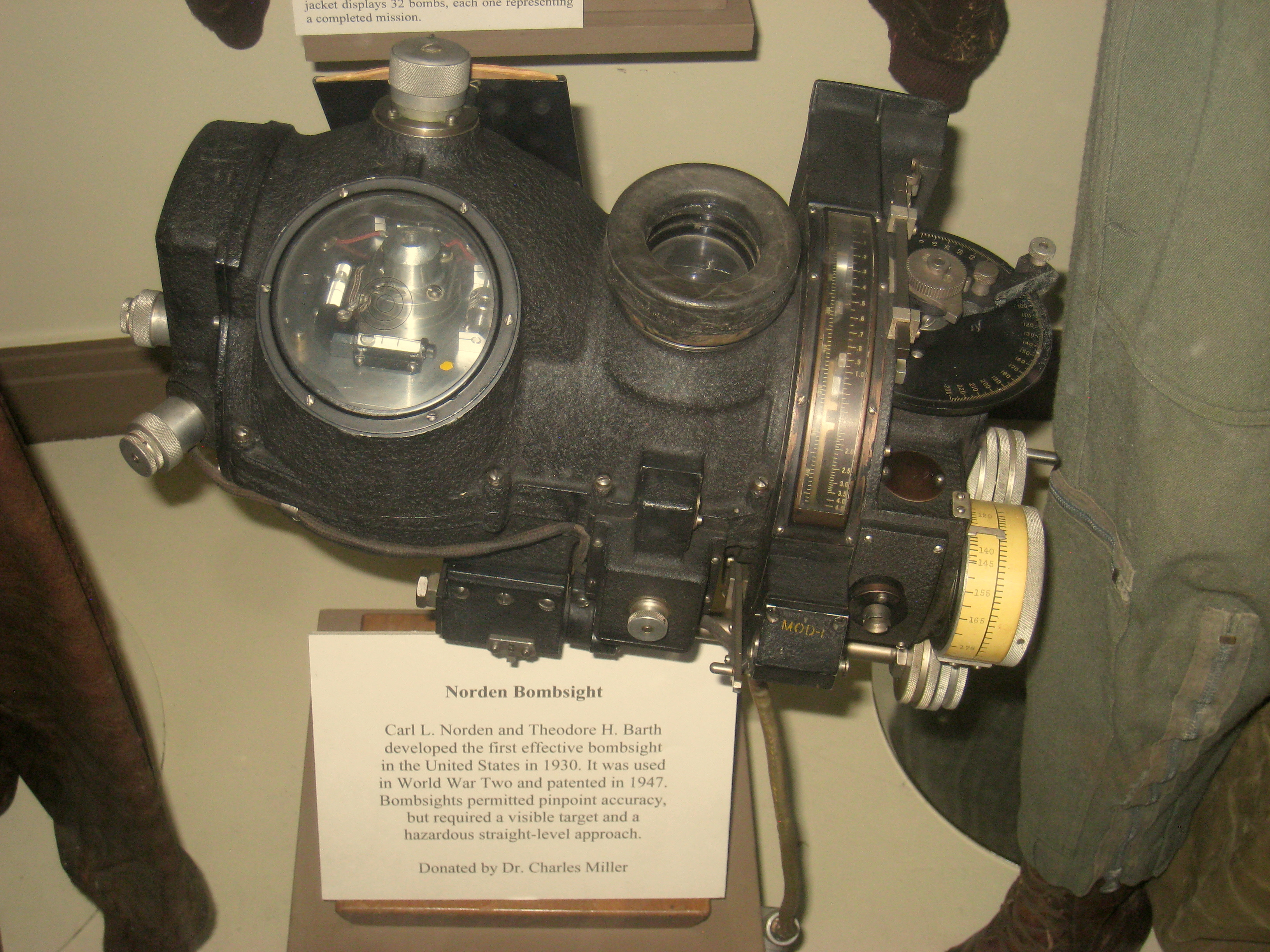
Norden Bombenabwurfzielgerät

Carl Lucas Norden (* 23. April 1880 in Semarang, Java; † 14. Juni 1965 in Zürich, Schweiz) war ein niederländisch-US-amerikanischer Ingenieur und Erfinder.

## Leben
Norden wurde in der niederländischen Kolonie Java geboren. Er besuchte die Schule in Barneveld in den Niederlanden und studierte an der ETH Zürich in der Schweiz. 1904 wanderte er in die Vereinigten Staaten aus. Dort arbeitete er unter anderem mit dem US-Amerikaner Elmer Sperry zusammen und verbesserte die technische Ausrüstung US-amerikanischer Kriegsschiffe. 1913 beendete er die Zusammenarbeit mit Sperry und gründete sein eigenes Unternehmen. Für die United States Navy entwickelte er das Norden Bombenabwurfzielgerät, das erstmals 1927 produziert wurde. Das Gerät diente dem zielgenauen Abwurf von Bomben aus einem Militärflugzeug. Eduard und Walter Norden waren seine Cousins.